# Zatoka Burgaska
Zatoka Burgaska (bułg. Бургаски залив, Burgạski zạliw) – zatoka Morza Czarnego, położona u brzegów Bułgarii. Jest największą zatoką Bułgarii, ma 31 km długości i do 41 km szerokości, a jej maksymalna głębokość wynosi 25 m. Jest najdalej na zachód wysuniętą częścią Morza Czarnego. Nad zachodnim wybrzeżem zatoki leży miasto portowe Burgas, a u jej wlotu miasta Pomorie (na północy) i Sozopol (na południu).